# Youcef Nadarkhani
Youcef Nadarkhani (nació en Irán en 1977) es un pastor evangélico iraní que fue condenado a muerte (pero luego absuelto) en Teherán por ser cristiano nacido en el Islam. Los informes iniciales, incluido un informe de 2010 de la Corte Suprema de Irán, indicaron que la sentencia de Nadarkhani (nombre de pila también deletreado Yousef, Youssef o Yousof; apellido también deletreado Nadar-Khani o Nadar Khani) se basó en el delito de apostasía. renunciando a su fe islámica. Los voceros del gobierno afirmaron que la sentencia se basó en presuntos delitos violentos, específicamente violación y extorsión; sin embargo, no se han presentado ante el tribunal cargos formales ni pruebas de delitos violentos.
Según Amnistía Internacional y el equipo legal de Nadarkhani, el gobierno iraní le había ofrecido indulgencia si se retractaba de su cristianismo. Su abogado Mohammad Ali Dadkhah declaró que un tribunal de apelaciones confirmó su sentencia después de que se negara a renunciar a su fe cristiana evangélica y convertirse al Islam. A principios de septiembre de 2012, Nadarkhani fue absuelto de apostasía, pero declarado culpable de evangelizar a los musulmanes, aunque fue inmediatamente puesto en libertad por haber cumplido el tiempo de condena en prisión. Sin embargo, fue puesto nuevamente bajo custodia el día de Navidad de 2012 y luego liberado poco después, el 7 de enero de 2013.
Nadarkhani fue arrestado nuevamente después de varios años, el 22 de julio de 2018 y actualmente se encuentra en prisión en Irán.

## Biografía
Nadarkhani nació en Rasht, provincia de Gilan, en Irán. Originalmente no profesaba una religión, sin embargo, Nadarkhani declaró que se convirtió al cristianismo cuando era niño y nunca había practicado el Islam. Sin embargo, los documentos judiciales afirman que se convirtió a los 19 años. Antes de su arresto, era pastor de una red de iglesias domésticas cristianas. Es miembro de la Iglesia Evangélica Protestante de Irán. Está casado con Fatemeh Pasandideh y tienen dos hijos.

## Ley de Apostasía en Irán
Después de la revolución iraní de 1979, los cristianos iraníes fueron reconocidos como una "minoría religiosa protegida" y, según la Constitución de Irán, poseen libertad de religión e incluso tienen un miembro del parlamento (MP) que los representa. Sin embargo, la evangelización y el trabajo misionero y la conversión de musulmanes al cristianismo están prohibidos por ley. Además, los cristianos y otras religiones minoritarias a menudo están sujetos a discriminación sancionada por el estado. 
En la República Islámica de Irán, oficialmente no hay delito conocido como apostasía en el código penal (aunque había una ley al respecto antes de 1994). La última ejecución conocida por este crimen fue en 1990. Sin embargo, a pesar de que no existe una ley civil oficial sobre la apostasía, los jueces aún pueden condenar a un acusado por ese delito si fallan en base a fetuas religiosas. Como resultado, algunas personas han sido condenadas por ello, pero no ha habido ejecuciones conocidas. Según las fatwas, para un hombre, si es declarado culpable, el castigo es la muerte en la horca; para una mujer, es cadena perpetua. Al apóstata se le deben dar tres oportunidades para arrepentirse y volver a convertirse al Islam.

## Arresto inicial
Nadarkhani fue detenido por primera vez en diciembre de 2006, acusado de apostasía del Islam y evangelismo a los musulmanes. Fue puesto en libertad dos semanas después, sin cargos. 
En el año 2009, Nadarkhani descubrió un cambio reciente en la política educativa iraní que requería que todos los estudiantes, incluidos sus hijos, tomaran un curso de estudio del Corán en la escuela. Después de enterarse de este cambio, fue a la escuela y protestó, basándose en el hecho de que la constitución iraní garantiza la libertad de practicar la religión. Su protesta fue denunciada a la policía, que lo detuvo y lo llevó ante un tribunal el 12 de octubre de 2009, acusado de protestar.
El 18 de junio de 2010, Fatemeh Pasandideh fue arrestada y acusada de apostasía. Fue sentenciada a cadena perpetua y encarcelada en Lakan, Irán, que está justo al sur de su ciudad natal de Rasht. Después de cumplir cuatro meses de prisión, fue liberada en octubre de 2010.

## Sentencia de muerte
Los cargos contra Nadarkhani se cambiaron más tarde a apostasía y evangelismo, los mismos cargos por los que fue arrestado inicialmente en 2006. El 21 y 22 de septiembre de 2010, Nadarkhani compareció ante la 11.ª Sala del Tribunal de lo Penal de la provincia de Gilan y recibió una condena de muerte por el cargo de apostasía. El abogado de Nadarkhani, Nasser Sarbaz, afirma que hubo numerosos errores de procedimiento durante el juicio de Nadarkhani.
Después de la sentencia, Nadarkhani fue trasladado a una prisión para presos políticos y se le negó todo acceso a su familia y abogado. Los funcionarios de seguridad de Irán retrasaron la entrega del veredicto escrito de Nadarkhani. Los funcionarios iraníes parecían reacios a ejecutar a Nadarkhani y siguieron retrasando su sentencia. También le dieron varias oportunidades para volver a convertirse al Islam.
El 13 de noviembre de 2010, finalmente se entregó por escrito el veredicto del juicio del 21 y 22 de septiembre, que indicaba que Nadarkhani sería ejecutado en la horca. La sentencia fue apelada y la Sala 3 del Tribunal Supremo de Qom confirmó la condena y la pena de muerte. En julio de 2011, el abogado del Sr. Nadarkhani, el Sr. Mohammad Ali Dadkhah, destacado defensor iraní de los derechos humanos, recibió el veredicto por escrito del Tribunal Supremo de Irán, de fecha 12 de junio de 2011, que confirma la pena de muerte. La decisión de la Corte Suprema solicitó a la corte de Rasht, que dictó la sentencia de muerte original, que reexaminara algunas fallas procesales en el caso, pero finalmente otorgó a los jueces locales el poder de decidir si liberar, ejecutar o volver a juzgar al Sr. Nadarkhani en octubre.. El veredicto escrito reciente incluía una disposición de anulación en caso de que el Sr. Nadarkhani se retractara de su fe. A 2011  estaba recluido en una prisión de seguridad en Lakan. 
Nadarkhani fue absuelto de apostasía en un nuevo juicio el 8 de septiembre de 2012. Durante el proceso, el tribunal lo declaró culpable de evangelizar a los musulmanes y lo condenó a tres años de prisión, tiempo que ya cumplió. Fue puesto en libertad y devuelto a su familia.

## Respuesta internacional
Varias organizaciones y gobiernos occidentales han emitido declaraciones en apoyo de la liberación del pastor Nadarkhani.
El 29 de octubre de 2010, la Comisión de Libertad Religiosa Internacional de los Estados Unidos le pidió al presidente Barack Obama que presionara a Irán para que liberara a Nadarkhani. Si se lleva a cabo la ejecución, Nadarkhani sería el primer cristiano ejecutado por motivos religiosos en Irán en más de 20 años. 

El 28 de septiembre de 2011, la Comisión de Libertad Religiosa Internacional declaró:
A pesar de la conclusión de que el Sr. Nadarkhani no se convirtió al cristianismo como adulto, el tribunal continúa exigiendo que se retracte de su fe o sea ejecutado. Los procedimientos judiciales más recientes no solo son una farsa, sino que son contrarios a la ley iraní y las normas internacionales de derechos humanos, incluido el Pacto Internacional de Derechos Civiles y Políticos, del que Irán es parte.
La declaración del presidente Barack Obama del 30 de septiembre de 2011 decía:
Estados Unidos condena la condena del pastor Youcef Nadarkhani. El pastor Nadarkhani no ha hecho más que mantener su fe devota, que es un derecho universal para todas las personas. Que las autoridades iraníes tratarían de obligarlo a renunciar a que la fe viola los valores religiosos que dicen defender, traspasa todos los límites de la decencia e infringe las propias obligaciones internacionales de Irán.
El 28 de septiembre de 2011, el secretario de Relaciones Exteriores británico, William Hague, emitió un comunicado condenando la ejecución inminente, afirmando
Lamento los informes de que el pastor Youcef Nadarkhani, un líder de la Iglesia iraní, podría ser ejecutado de manera inminente después de rechazar una orden de la Corte Suprema de Irán de retractarse de su fe. Esto demuestra la continua falta de voluntad del régimen iraní para cumplir con sus obligaciones constitucionales e internacionales de respetar la libertad religiosa. Rindo homenaje al coraje mostrado por el pastor Nadarkhani, que no tiene ningún caso que responder, y pido a las autoridades iraníes que anulen su sentencia.
La organización Amnistía Internacional designó a Nadarkhani preso de conciencia e instó a su liberación inmediata, afirmando: "Es impactante que las autoridades iraníes incluso consideren matar a un hombre simplemente por ejercer su derecho a elegir una religión distinta del Islam". 

## Declaraciones oficiales del gobierno iraní
El 1 de octubre de 2011, los medios estatales de Irán informaron que Nadarkhani enfrenta la pena de muerte por violación y extorsión, no por apostasía y negarse a renunciar a su religión, como informaron su abogado, grupos de derechos humanos y medios de comunicación occidentales. También informaron que no habían firmado su orden de ejecución. El abogado de Nadarkhani dijo que creía que Nadarkhani no sería ejecutado.

Según la agencia de noticias gubernamental Fars, en un reportaje del 30 de septiembre, Gholamali Rezvani, vicegobernador político de seguridad de la provincia de Gilan, declaró:
Youcef Nadarkhani tiene delitos contra la seguridad y había establecido una casa de corrupción.. .. Nadie es ejecutado en nuestro país por elegir una religión, pero ha cometido delitos contra la seguridad.
También acusó a los medios sionistas de difundir propaganda. En respuesta, el abogado de Nadarkhani, Mohammad Ali Dadkhah, dijo a la Campaña Internacional por los Derechos Humanos en Irán :
Si está siendo juzgado en otro tribunal por otros cargos, no lo sé. Pero solo lo defendimos contra la pena de muerte en el caso de su cargo de apostasía. El cargo que el personal de la corte anunció que yo defendí durante varias sesiones diferentes de la corte fue apostasía y ningún otro cargo.
En un fallo del Tribunal Supremo iraní, traducido al inglés por la Confederación de Estudiantes Iraníes, Nadarkhani fue condenado a muerte en la horca por "dar la espalda al Islam" y "convertir a los musulmanes al cristianismo". El fallo también alega que también participó en el culto cristiano al celebrar servicios religiosos en el hogar y bautizarse a sí mismo y a otros, violando efectivamente la ley islámica. En el fallo no se mencionan las denuncias de violación o extorsión. 

## Liberación y nuevas detenciones
A principios de septiembre de 2012, Nadarkhani fue absuelto de apostasía, evitándole la pena de muerte. Sin embargo, fue declarado culpable de evangelismo, pero puesto en libertad por haber cumplido ya su condena.
Youcef Nadarkhani fue detenido nuevamente el día de Navidad de 2012. Fue puesto en libertad el 7 de enero de 2013. 
Las fuerzas de seguridad del estado iraní allanaron la casa de Youcef Nadarkhani el 22 de julio de 2018. Lo golpearon, a su hijo le aplicaron una Taser y Nadarkhani fue llevado a prisión. A partir de enero de 2021, el sujeto se encuentra bien y continúa cumpliendo su sentencia de prisión de seis años, pero su hijo, que mantiene a la familia, enfrenta el servicio militar obligatorio, según un sitio web de derechos religiosos.

## enlaces externos
Informes oficiales
- Noticiero Fars News – اتهام "یوسف نادرخانی" تجاوزهای مکرر و اخاذی‌ است (en idioma persa)

- Fotos de Youcef Nadarkhani
- Fotos de Nadarkhani con uno de sus 2 hijos.

- Datos: Q26523
- Multimedia: Youcef Nadarkhani / Q26523